# Pico do Sol
O pico do Sol tem uma uma altitude de 2 070 metros e é o ponto mais alto da serra do Espinhaço.

## Localização
Está localizado no Parque Natural do Caraça, que pertence ao município de Catas Altas na região central do estado de Minas Gerais, Brasil. O pico é considerado um importante ponto turístico para escalada e caminhada.